# Михайло-Ларине
Михайло-Лари́не — село в Україні, у Воскресенській селищній громаді Миколаївського району Миколаївської області. Населення становить 1918 осіб.

## Історія
Виникло на лівому березі річки Інгулу (назва «Ін-гул» з татарської перекладається як «Нове озеро») після приєднання до Російської імперії межиріччя Дніпра і Південного Бугу після закінчення війни з Туреччиною в 1774 році.
Спочатку існувало два населених пункти — Михайлівка (від імені землевласника), яке з'явилося наприкінці XVIII століття, і Лар'ївка, заснована 1781 роком російським військовиком П. С. Ларієм. У 1794 році село Михайлівка переходить у власність майора Петра Степановича Ларія, чому на деяких картах з'являється дві Лар'ївки. В руки нового власника переходить й поміщицька садиба, час заснування якої датується раніше виникнення міста Миколаєва. Важливим джерелом з історії с. Михайло-Лариного є «Комеральні економічні примітки щодо зменшеного плану межеванним дачам Херсонського повіту 1798 року». Село Лар'ївка в ньому зазначено як володіння ротмістра Степана Івановича Тодоровича. Далі йде опис населеного пункту і місцевості: «Це сільце положення має за течією ріки Інгулу на безіменних балках, однією з правого, другою з лівого боку річки Інгулу…водою задовольняються з Інгулу і з виритих криниць, яка для вживання людям і худобі здорова. При панському будинку два млини — один вітряний … а інший земляний … в них мелеться в рік різного хліба 700 чвертей для панського та селянського побуту…».
Село Михайлівка до того часу, як було сказано вище, належало П. С. Ларію. «Оце село положення має за течією річки Інгулу та балки Селіхової. На лівій стороні будинок панський в 5 верстах, кам'яний … млин … в оному мелеться різного хліба в рік до 300 чвертей для панського і селянського вживання … водою задовольняються з виритих криниць і з річки Інгулу, що людям і худобі здорова …Напроти поселення в літній самий жаркий час шириною буває в 30 сажнів, глибиною в 1 сажень. У ній ловиться риба … яка вживається для панських і селянських потреб. Земля має ґрунт сіропіщаний … на ній краще родиться пшениця, арнаутка, просо та інші насіння … сінні покоси посередні. В полях і на річці птиці є. На поміщицьких землях оброблюється 100 десятин … Жінки понад польової роботи займаються домашнім рукоділлям, прядуть вовна … снують полотна і сукна для свого вживання і на продаж.»
Згадки про панський маєток, котрий лежить в п'яти верстах від Михайлівки, підтверджує гіпотезу про ідентичність даного поселення з сучасною Мар'ївкою, яка якраз і перебуває на цій відстані від помістя, більше того, у ті часи називалася Михайлівкою. Майже відразу після цього виникає так звана Мала Михайлівка, яка імовірно відокремилася від Михайлівки. На мапі 1815 р. Михайлівка та Мар'ївка позначені вже як два різних поселення. За даними ревізії 1795 р. в селі Михайлівка нараховувалося 28 дворів і 104 осіб (58 чол. та 46 жін.), у селі Лар'ївці 119 мешканців обох статей (72 чол. та 47 жінок.).
Наприкінці XVIII — першій половині XIX століття Михайлівка та Лар'ївка перебувала одна від одної на значній відстані. У списку населених пунктів Херсонської губернії за 1859 рік Лар'ївка згадується ще під однією назвою — Баби. На картах того часу її місце розташування відповідає низинній ділянці землі перед підйомом на пагорб, який в народі досі називається «Баби». Відповідно до перепису 1859 році в Лар'ївці (Бабах) проживало всього 9 осіб (3 чол. та 6 жінок.) у двох дворах (порівняйте з 1795 роком). У другій Лар'ївці (за ім'ям нового власника вона ще йменується Кошенбара), котра стоїть поруч з хутором німця-колоніста Шардта біля сучасного мосту, котрий сполучає Михайло-Ларине з сусідньою Пересадівкою, значиться 8 подвір'їв та 99 мешканців (48 чол., 51 жін.). У Малій Михайлівці(Грейга), було 23 двора зі 183 жителями (90 чол. та 93 жінок.) Досі місцеві мешканці зберігають перекази про якусь Комарівку і навіть показують розташування тих чи інших дворів на території сучасного лісового господарства. Згідно з мапами, датованими 1815 роком, це й була територія села Михайлівка. На карті 1849 року вона розташовується вже на місці нинішньої вулиці Леніна, а вхід в поміщицьку садибу був перегороджений кам'яною стіною, котра спускалася прямо до річки. У 1887 році в Михайлівці і Лар'ївці було 55 дворів і 330 мешканців. З них 1 двір був привілейований, 52 двора належали колишнім поміщицьким селянам, 1 — євреям та 1 — міщанам.
У 1896 році в об'єднаному селі Михайло-Лар'ївка (Греєва, Блажкова) налічувалося 47 дворів і 246 осіб (122 чол. і 124 жінок.). У населеному пункті була корчма, а за 3 версти розташовувалась поштова станція Лар'ївка, за 7 верст — залізнична станція Щербина (суч. Грейгове). На хуторі Доуенгауера на 18 дворах проживало 106 мешканців (61 чол. та 45 жінок). Ця невелика колись німецька колонія нині перебуває в межах села Михайло-Лариного. На хуторі Шардта було 18 дворів і 58 мешканців (38 чол., 20 жін.). В економії тогочасного власника поміщицької садиби Блажкова було 3 двору з 20 особами (11 чол., 9 жін.).
Цікаві статистичні дані описують розвиток сільського господарства на початку ХХ століття в суспільстві Михайло-Лар'ївка, що складалося з 71 господарства та 418 мешканців (214 чол., 204 жін.). У селянських дворах Михайлівки було 134 коня, 2 воли, 51 корова, 55 особин гулевої худоби. У Лар'ївці нараховувалося 20 коней, 9 корів, 12 ос. гулевої худоби. Більшість селян мало середні земельні наділи. Малоземельних в Михайлівці було: що мали до 1 десятини — 7 господарств, менше 2 дес. — 8 госп-в, 2-3 дес. -3 госп-ва. У Лар'ївці були набагато більші ділянки: 2-3 десятини — 1 гос-во, 3-5 десятин — 1 гос-во, 5-7 десятин — 4 госп-ва.
Незадовго до революції — у 1916 році був проведений перепис сільських господарств Херсонського повіту, до якого територіально належала Михайло-Лар'ївка. У ній тоді проживало 386 мешканців у 72 дворах. В економії поміщика О. І. Булацель налічувалося 27 душ, в економії Шардта 9 душ і на хуторі Доуенгауера Ф. Я. було 9 господарств та 82 душі населення.
Згідно метричних книг мешканці села Михайло-Лар'ївки мали наступні прізвища:
- Василенко
- Ковбоша
- Кравченко
- Красиворон
- Крикун
- Куликов
- Лукашевич
- Мельниченко
- Начинайло
- Нестеров
- Новиков
- Носенко
- Осипов
- Остапенко
- Таран
- Федоренко
- Чорновол
- Школяр

Свої духовні потреби вони задовольняли в сусідньому селі Пересадівка, де стояв храм в ім'я Архістратига Божого Михаїла (збудований у 1863 році, остаточно зруйнований у 1971 році, на початку 1990-х років відновлений). Місцевий священик здійснював таїнства хрещення та шлюбу, ховав померлих і всі треби реєстрував у парафіяльній книзі. Метричні книги парафії Пересадівської церкви добре збереглися з 1876 до 1917 року і перебувають на зберіганні у Державному Архіві Миколаївської області.
На початку ХХ століття з'явилася й невелика школа, у якій прадідусі та прабабусі нинішніх мешканців Михайло-Лариного отримували початкову освіту, вивчали Закон Божий, і загальноосвітні предмети.
Революція 1917 року і наступні за нею події різко змінили розмірене життя в селі Михайло-Ларине. Втік поміщик (родичі якого досі проживають у Франції), здичавів чудовий фруктовий сад, до підмурок була розібрана стіна, яка розділяла село і колишнє помістя. Сам поміщицький будинок і понині свідчить про минулу велич і процвітання панської садиби.
Після поразки у Визвольних змаганнях вона була перетворена в дитячий будинок, вихованці якого у 1924 році організували комуну «Гвардія Ілліча».
Колективізація призвела до вмирання сільського господарства, перетворивши селян на рабів нової влади. Тих, які не вміли мовчати, вночі забирав «чорний ворон». Розкуркулених висилали в далекі краї. Багато хто з них назад вже не повернувся.
Роки воєнного лихоліття принесли нові страждання селянам. Окупаційна влада встановили свій порядок, що включав і обов'язкову трудову повинність в колгоспі, який окупанти не ліквідували. За населенням стежило пильне око поліції, якою керувала управа. Відступ німецьких військ у 1944 році спричинив розстріл 60 ні в чому невинних жителів і вивезення в Німеччину багатьох молодих людей. Ті, які повернулися в СРСР, були приречені на каторжні роботи за удавану «зраду».
1951 року в результаті радянсько-польського обміну ділянками територій на територію села було насильно переселено мешканців сіл Вільховець, Панищів, Соколе, Соколова Воля, Стерв'яжик, Хревт, Ялове, Ясінь Дрогобицької області (нині територія Польщі).
У 1968 році до села приєднується хутір «Гвардія Ілліча». У ці ж роки будується новий клуб. Колгосп перетворюється в радгосп з виноградарською спеціалізацією. У 1977 році почали діяти нові середня школа та дитячий садок. У колишньому панському маєтку, у цій історичній пам'ятці, якій було більше двохсот років, давно вже облаштований радгоспний склад. Нині він стоїть пусткою.
Криза кінця ХХ століття призвела до зменшення числа мешканців села Михайло-Лариного. Розвал господарства наклав відбиток на подальшому життяі села. Були закриті дитячий садок, лазня, частково перестав функціонувати торговельний центр, споруджений у 1980-х роках. Лише в останні роки намітився невеликий підйом в житті села. У Михайло-Лариному з 1991 року існує своя сільрада, відкрилося власне поштове відділення. Віднедавна відкрилося декілька приватних магазинів. Існує термінал для дистанційних платежів. Відчинила свої двері дільнича амбулаторія, знову діє дитячий садок. На превеликий жаль, продовжується руйнація колишнього клубу, а також радгоспної контори. Влітку 2015 року було знято пам'ятник Леніну. У 2016 році дві вулиці села було перейменовано — Леніна на князя Вітовта та Кірова на Володимира Вернадського. Зміни сталися у сфері розваг. В торговельному центрі відтепер функціонує ресторан.
Станом на 1 червня 2006 року у Михайло-Лариному у 649 домогосподарствах мешкало 1869 осіб. В середній школі зараз навчається 210 учнів. Вже на 1 квітня 2007 року в селі налічувалося 1920 мешканців.

### Загинули в російсько-українській війні
- Рудін Андрій Валентинович (1981—2022) — сержант Збройних Сил України, учасник російсько-української війни, що загинув у ході російського вторгнення в Україну в 2022 році.

## Населення
Згідно з переписом УРСР 1989 року чисельність наявного населення села становила 2038 осіб, з яких 1006 чоловіків та 1032 жінки.
За переписом населення України 2001 року в селі мешкало 1898 осіб.

### Мова
Розподіл населення за рідною мовою за даними перепису 2001 року:
| Мова       | Відсоток |
| ---------- | -------- |
| українська | 90,51 %  |
| російська  | 7,72 %   |
| молдовська | 1,51 %   |
| білоруська | 0,05 %   |
| болгарська | 0,05 %   |

## Село на картах

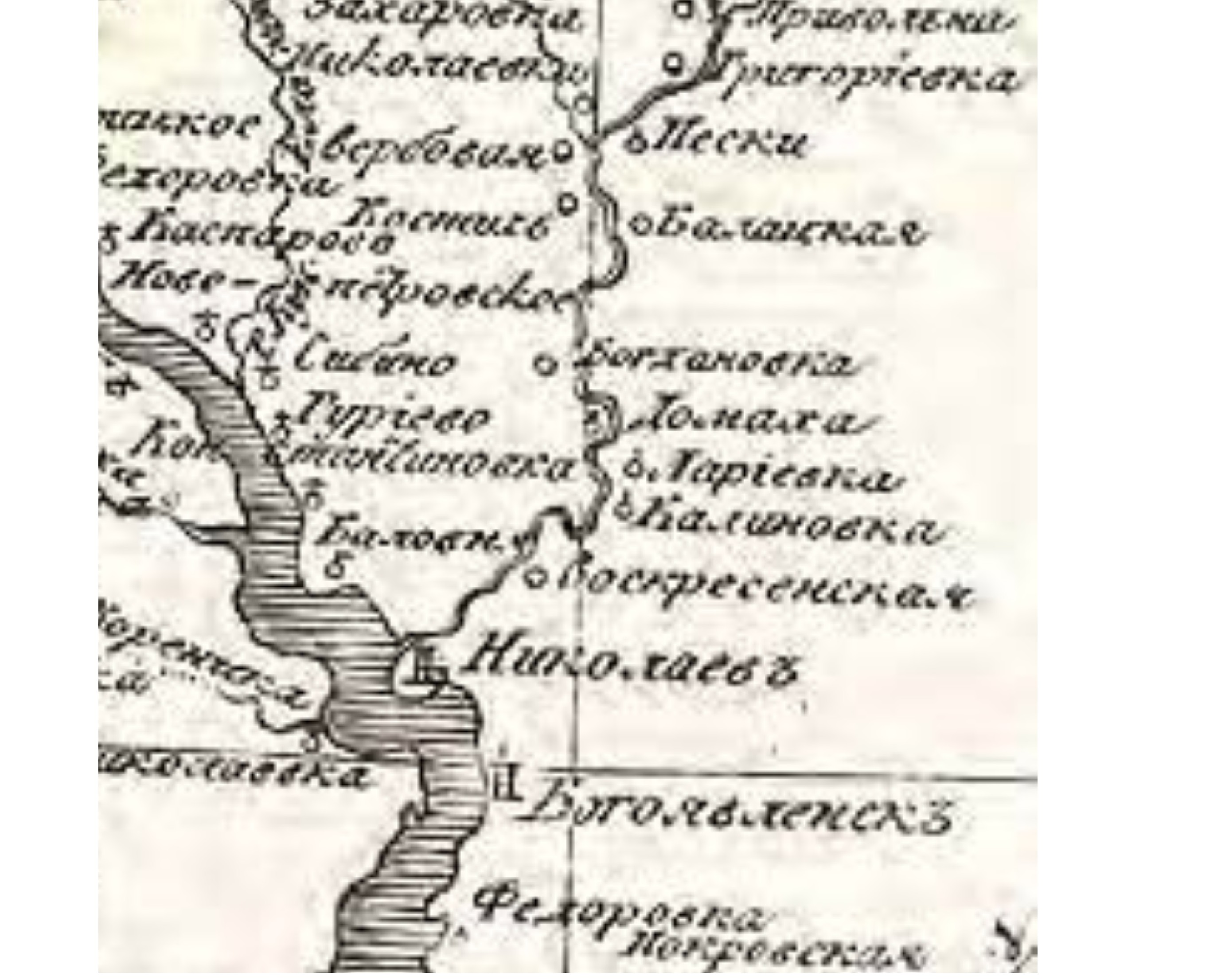
Село на карті 1797 року
Карта села 1816-1817 року
Село на карті 1849 року
Село на карті 1852 року
Село на карті 1903 року

## Відомі люди
- Ровний Євген Васильович (1973—2015) — сержант Збройних сил України, учасник російсько-української війни.